# 孙国桐
孙国桐（20世纪？—1994年6月16日），中华人民共和国外交官。
1990年，接替刘庆有，担任中华人民共和国驻坦桑尼亚大使。1993年，由谢佑昆接任。1994年，改任驻南非研究中心大使衔主任。同年6月16日，突发心脏病去世。